# Resolutie 1876 Veiligheidsraad Verenigde Naties
Resolutie 1876 van de Veiligheidsraad van de Verenigde Naties werd unaniem aangenomen door de VN-Veiligheidsraad op 26 juni 2009, verlengde de VN-missie in Guinee-Bissau tot het einde van het jaar en stemde in met een voorstel van de secretaris-generaal om de missie dan te vervangen door een nieuwe.

## Achtergrond
Guinee-Bissau werd in 1973 onafhankelijk van Portugal en kende in 1994 voor het eerst verkiezingen. In 1998 kwam het leger echter in opstand, werd de president afgezet en ontstond de Guinee-Bissause burgeroorlog. Uiteindelijk werden pas eind 1999 nieuwe presidentsverkiezingen gehouden. In 2003 werd hij na een chaotische regeerperiode door het leger afgezet. In 2004 leidde muiterij in het leger tot onrust in het land. Nieuwe presidentsverkiezingen in 2005 brachten de in 1998 afgezette president opnieuw aan de macht. In 2009 werd hij vermoord door soldaten en volgden wederom presidentsverkiezingen.

## Inhoud

### Waarnemingen
De Veiligheidsraad was bezorgd om het politiek geweld in Guinee-Bissau, en vooral de politieke moorden. De presidentsverkiezingen die er op 28 juni aankwamen moesten vrij, eerlijk en transparant verlopen om te kunnen terugkeren de grondwettelijke orde en democratie. Iedereen moest ook de uitslag van de verkiezingen respecteren. De situatie in het land bleef intussen erg fragiel door de drugshandel en georganiseerde misdaad. Ook de mensenhandel in vooral kinderen bleef zorgwekkend.

### Handelingen
Het mandaat van het VN-Vredesondersteuningskantoor in Guinee-Bissau werd verlengd tot 31 december. Op zijn eigen aanbevelen werd de secretaris-generaal gevraagd het nieuwe Geïntegreerde VN-Vredeskantoor of UNIOGBIS op te richten om UNOGBIS vanaf 1 januari 2005 te vervangen voor een initiële periode van twaalf maanden.
De nieuwe missie zou volgende taken krijgen:
a. De vredescommissie ondersteunen,
b. De nationale instellingen versterken om de orde te kunnen handhaven,
c. De overheid steunen bij het opzetten van politie en justitie,
d. De dialoog en nationale verzoening ondersteunen,
e. De hervorming van de veiligheidssector strategisch en technisch ondersteunen,
f. Helpen met de strijd tegen drugs, misdaad en mensenhandel,
g. De strijd tegen wapenhandel ondersteunen,
h. De mensenrechten promoten,
i. Zorgen voor seksegelijkheid tijdens de vredesopbouw,
j. De samenwerking met internationale organisaties die bijdroegen aan de stabiliteit verbeteren,
k. Helpen met de mobilisatie van internationale hulp.
Het leger (van Guinee-Bissau) werd opgeroepen zich buiten de politiek te houden en de veiligheid van de nationale instellingen en de bevolking te verzekeren. Ook de politieke leiders van het land moesten het leger buiten de politiek houden. De overheid moest zorgen dat ernstig onderzoek werd gevoerd naar de politieke moorden in maart en juni 2009.

## Verwante resoluties
- Resolutie 1233 Veiligheidsraad Verenigde Naties (1999)
- Resolutie 1580 Veiligheidsraad Verenigde Naties (2004)
- Resolutie 1949 Veiligheidsraad Verenigde Naties (2010)
- Resolutie 2030 Veiligheidsraad Verenigde Naties (2011)

Lijst ·  1860 ·  1861 ·  1862 ·  1863 ·  1864 ·  1865 ·  1866 ·  1867 ·  1868 ·  1869 ·  1870 ·  1871 ·  1872 ·  1873 ·  1874 ·  1875 ·  1876 ·  1877 ·  1878 ·  1879 ·  1880 ·  1881 ·  1882 ·  1883 ·  1884 ·  1885 ·  1886 ·  1887 ·  1888 ·  1889 ·  1890 ·  1891 ·  1892 ·  1893 ·  1894 ·  1895 ·  1896 ·  1897 ·  1898 ·  1899 ·  1900 ·  1901 ·  1902 ·  1903 ·  1904 ·  1905 ·  1906 ·  1907